# Tawera Kerr-Barlow
Tawera Kerr-Barlow (nascut a Melbourne el 15 d'agost de 1990) és un jugador de rugbi neozelandès, que juga de mitjà melé per a la selecció de rugbi de Nova Zelanda, per a l'equip dels Chiefs en el Super Rugbi. i amb Waikato en la ITM Cup. Kerr-Barlow va jugar amb l'equip nacional de Nova Zelanda sub-20 que va guanyar el Campionat Mundial de Rugbi Juvenil de 2010. El seu debut amb la selecció absoluta de Nova Zelanda es va produir en un partit contra Escòcia en Murrayfield l'11 de novembre de 2012. Seleccionat per a la Copa del Món de Rugbi de 2015, en el partit de quarts de final, victòria 13-62 sobre França, Tawera Kerr-Barlow va anotar dos dels nous assaigs del seu equip.

## Palmarès i distincions notables
- Super Rugbi: 2012 i 2013
- The Rugby Championship:2013 i 2014
- Copa del Món de Rugbi de 2015
- Seleccionat per jugar amb els Barbarians l'any 2015